# Монмуайен
Монмуайе́н (фр. Montmoyen) — коммуна во Франции, находится в регионе Бургундия. Департамент коммуны — Кот-д’Ор. Входит в состав кантона Ресе-сюр-Урс. Округ коммуны — Монбар.
Код INSEE коммуны — 21438.

## Население
Население коммуны на 2010 год составляло 89 человек.
| 1962 | 1968 | 1975 | 1982 | 1990 | 1999 | 2010 |
| ---- | ---- | ---- | ---- | ---- | ---- | ---- |
| 255  | 126  | 100  | 109  | 103  | 102  | 89   |

## Экономика
В 2010 году среди 51 человека трудоспособного возраста (15—64 лет) 37 были экономически активными, 14 — неактивными (показатель активности — 72,5 %, в 1999 году было 71,6 %). Из 37 активных жителей работали 32 человека (20 мужчин и 12 женщин), безработных было 5 (2 мужчин и 3 женщины). Среди 14 неактивных 3 человека были учениками или студентами, 4 — пенсионерами, 7 были неактивными по другим причинам.